# 3 (entreprise)
Pour les articles homonymes, voir 3 (homonymie).
Hutchison 3G Enterprises S.A.R.L., connue sous le nom de Hutchison 3G (acronyme H3G), opérant sous la marque 3 (Three), est une société hongkongaise de télécommunications dont le siège est au Luxembourg.
Elle fait partie du conglomérat CK Hutchison Holdings Limited (anciennement Hutchison Whampoa Limited), spécialisée dans les télécommunications, et implantée en Autriche, au Danemark, au Royaume-Uni, en Indonésie, à Hong-Kong, à Macao, en Irlande, en Suède et en Italie.
C'est une des entreprises pionnières du marché de la téléphonie mobile 3G, puis 4G (LTE).

## Histoire
En juin 2013, Three annonce l'acquisition de la filiale irlandaise de O2 pour 780 millions d'euros. L'acquisition est acceptée par les autorités de la concurrence européenne en mai 2014.
En janvier 2015, Telefónica annonce vouloir vendre ses activités britanniques sous la marque O2 pour 10,25 milliards de livres à Hutchison Whampoa ; mais l'achat d'O2 n'a pas abouti. En mai 2015, Hutchison Whampoa annonce son intention de vendre un tiers de sa participation dans sa filiale britannique pour 4,3 milliards de dollars.
En août 2015, CK Hutchison Holdings et VimpelCom annoncent la fusion de leurs activités en Italie, c'est-à-dire respectivement 3 Italia et Wind, dans une coentreprise nommée Wind Tre et possédée à 50-50.
En juillet 2017, Drei Austria annonce l'acquisition des activités autrichiennes de Tele2 pour 95 millions d'euros.
En août 2018, Three rachète l'ensemble des activités de VEON (anciennement VimpelCom) en Italie.
En septembre 2021, Ooredoo annonce fusionner ses activités indonésiennes avec celle de 3, chacune ayant après la fusion une participation de 50 % dans une holding contrôlant 65,6 % d'Indosat PT Indosat Ooredoo Hutchison Tbk, le reste étant contrôlé par le gouvernement indonésien et d'autres actionnaires.
En juin 2023, Vodafone et Three annoncent la fusion de leur activité au Royaume-Uni dans un nouvel ensemble appartenant à 51 % à Vodafone et 49 % à Three. Cette opération doit avoir l'accord des autorités de concurrence qui avait déjà dans le passé rejeté une opération similaire entre Three et O2.

## Implantation
Three opère à Hong Kong et dans plusieurs pays d'Europe, notamment en Italie (plus de 27 millions de clients, à la suite du rachat de Wind en 2018), et au Royaume-Uni (plus de 12 millions de clients) devant l'Autriche, l'Irlande, le Danemark et la Suède.
En Italie, 3 a été le premier opérateur à fournir les services de téléphonie mobile au standard UMTS (W-CDMA). La compagnie est propriétaire du réseau UMTS, tandis que pour les zones non desservies directement, elle a conclu un accord de roaming avec le réseau GSM/GPRS de Wind, et ancienment de TIM,.
Au Royaume-Uni, Three a conclu des accords similaires avec l'opérateur EE.